# Ligyrus bidentulus
Ligyrus bidentulus är en skalbaggsart som beskrevs av Leon Fairmaire 1892. Ligyrus bidentulus ingår i släktet Ligyrus och familjen Dynastidae. Inga underarter finns listade i Catalogue of Life.